# شتروت
شتروت (به آلمانی: Strüth) یک شهر در آلمان است که در Verbandsgemeinde Nastätten واقع شده‌است. شتروت ۳۱۵ نفر جمعیت دارد.